# El Roockie
Iván Vladimir  Banista Castillo (El Chorillo, Distrito de Panamá, Panamá, 7 de agosto de 1977) mais conhecido como El Roockie na América Latina e The Roockie nos Estados Unidos, e é um cantor de Reggae.